# Palazzo Antonelli
Palazzo Antonelli è un palazzo storico dell'Aquila.

## Storia
Il palazzo fu edificato nel XVI secolo ad opera della famiglia Antonelli, di origine umbra e stabilitasi in Abruzzo sin dal XIII secolo, avendo qui ottenuto la baronia di Forcella. Aumentato il loro potere politico mediante la compravendita di altri feudi, gli Antonelli si insediarono quindi all'Aquila, nel quarto di San Giovanni, dove recuperarono, accorpandole, alcune case tra via Sassa e piazza Fontesecco risalenti alla prima metà del Trecento.
Nel XVII secolo Valerio Antonelli promosse l'edificazione della facciata che chiuse le precedenti rue medievali; nel 1712, in seguito al terremoto dell'Aquila del 1703 la struttura venne radicalmente rinnovata in stile barocco, mediante la realizzazione dello scalone monumentale e il rifacimento del piano nobile dell'edificio. La forma attuale del palazzo si raggiunse solamente con un nuovo rinnovamento, avvenuto nel 1858, durante il quale venne edificato il terzo livello prospiciente la piazza Fontesecco. Nel corso del XIX secolo la proprietà del palazzo passò alla famiglia Oliva, quindi alla famiglia Bernardi.
Il palazzo subì danni considerevoli dal sisma del 2009, venendo in seguito restaurato e consolidato tra il 2014 ed il 2017. Durante i lavori sono stati rinvenuti importanti affreschi di origine sacra, oltre che una pregevole finestra rinascimentale sul prospetto di via Sassa, che fanno ipotizzare ad una funzione religiosa di parte del complesso originario.

## Descrizione
Palazzo Antonelli è parte di un complesso di edifici situati tra piazza Fontesecco, via Sassa e via Sant'Antonio Pinto, nel quarto di San Giovanni: vi si riconoscono tre blocchi edilizi, organizzati intorno allo scalone monumentale realizzato nel 1712.
Il palazzo Antonelli propriamente detto è collocato al centro del complesso, prospiciente la piazza Fontesecco, e si configura come un ammodernamento delle strutture preesistenti, databili fino al 1315. L'unione di questo variegato complesso venne risolta mediante l'edificazione ex-novo della testata, come accadde ai concittadini palazzo Carli e palazzo Rivera che, eretta nel XVIII secolo e rinnovata nel 1858, mantiene un dialogo di stile barocco con l'irregolare piazza Fontesecco, dove è collocato l'accesso principale. Come nel caso del coevo palazzo Centi, l'edificio si sviluppa su tre livelli equivalenti e si configura spazialmente attraverso la realizzazione del pilastro cantonale che chiude lateralmente la facciata.
Al suo interno, di particolare interesse è il piano nobile che presenta una sequenza di stanze finemente decorate e caratterizzate da eleganti modanature e volte a padiglione.